# Fred Sinowatz
Alfred "Fred" Sinowatz (5 de febrero de 1929 - 11 de agosto de 2008) fue un político austríaco del Partido Socialdemócrata (SPÖ), que fue canciller de Austria desde 1983 hasta 1986. Antes de convertirse en canciller había servido como ministro de Educación de 1971 a 1983, y como vicecanciller de 1981 a 1983.
Después de un mandato de tres años, Sinowatz renunció como canciller luego de la victoria de Kurt Waldheim en las elecciones presidenciales de 1986.
Fue presidente del SPÖ entre 1983 y 1988.